# Asio
Na mitologia grega, Asio é o nome de dois participantes da guerra de Troia:
1. Um chefe aliado a Troia proveniente da área do estreito de Dardanelos.[1] Ele era filho de Hirtaco e Arisbe, filha de Merope e primeira esposa do rei Príamo. Asio conduziu um grupo de cidades em ambos os lados de Helesponto, que incluía Arisbe, Percote, Abidos e Sesto.[2] Asio residia na cidade de Arisbe. Asio tinha dois irmãos Niso e Hipocoon de acordo com Virgílio. Todos os três lutaram na guerra de Troia como aliados a Príamo. Durante o assalto nas muralhas, Asio foi o único soldado a não ouvir Heitor e Polidamante, saindo de seu carro. O rei Idomeneo matou Asio durante o assalto.
2. Um chefe frígio, filho do rei Dimante e irmão da rainha Hécuba. Asio teve dois filhos chamados Adamant e Fénops segundo Homero. Asio pertencia a uma tribo de frígios que viviam à beira do rio Sangário. Na Ilíada, Apolo tomou a forma de Asio para incentivar Heitor a lutar com Pátroclo. Este Asio não morre na história da Ilíada, mas Dictis de Creta menciona que Ájax o matou.